# Solar do Aposento
O Solar do Aposento, também conhecido como Casa-Museu do Aposento, é um solar ou casa abastada setecentista, característica de morgado rural abastado, localizado na freguesia de Ponta Delgada, concelho de São Vicente, na Ilha da Madeira, em Portugal. Desde 1993 que faz parte do património cultural classificado, com a categoria de Imóvel de Interesse Municipal.

## Características

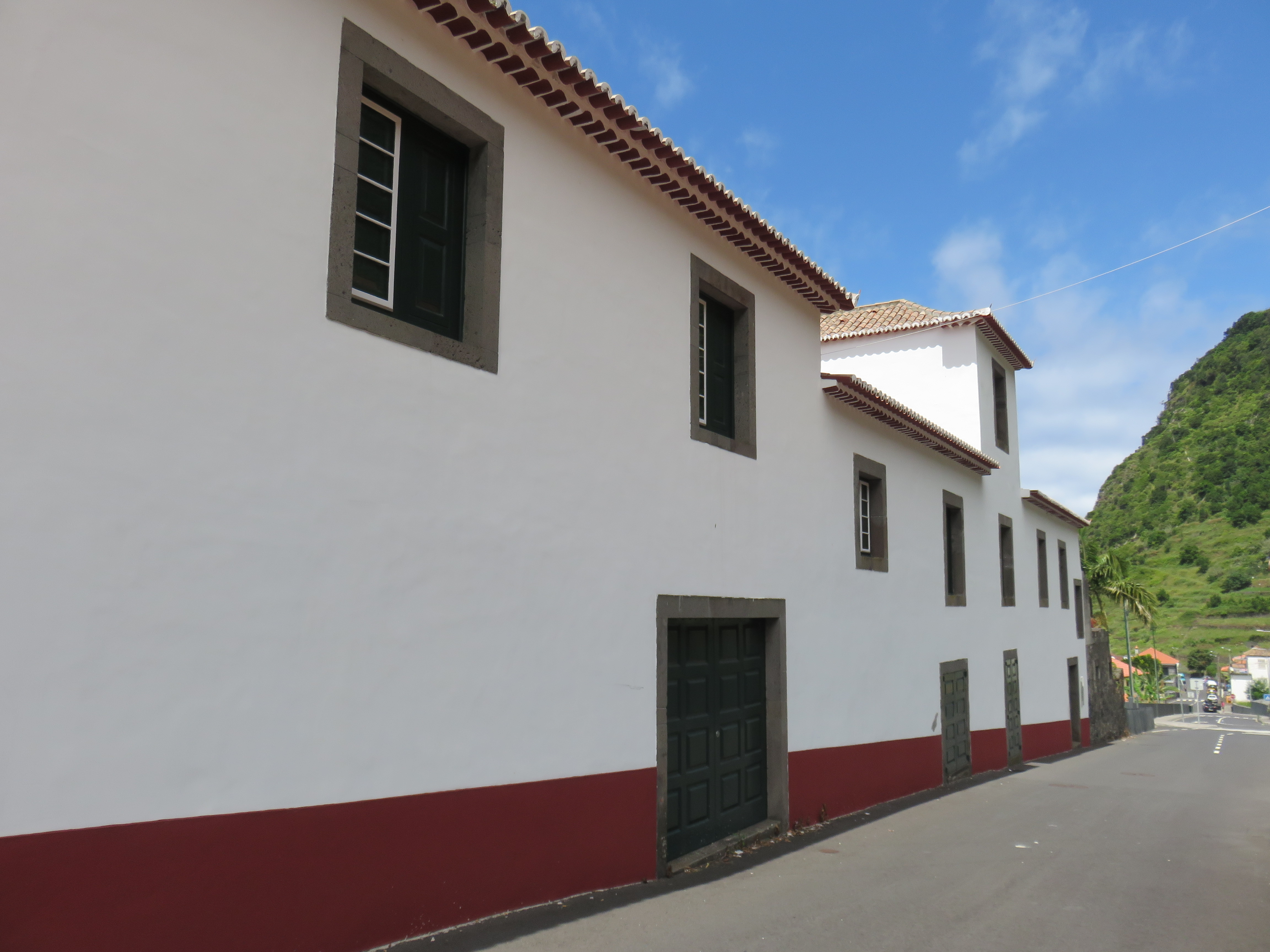
Vista do solar a partir do largo do Açougue, 2020.

Localiza-se no Largo do Açougue, no sítio do mesmo nome da freguesia de Ponta Delgada, apresentando um carácter urbano e isolado, destacando-se pela sua volumetria numa zona ocupada sobretudo por terrenos agrícolas. O imóvel apresenta planta rectangular com corpo transversal adossado, integrando uma torre mais alta, em posição descentrada, com a fachada sul e oeste do corpo principal junto à via pública e sem elemento separador, sendo as restantes fachadas protegidas por muro. A oeste o muro da propriedade faz a ligação entre este corpo e uma outra construção da quinta, criando um pátio interior lageado, cujo acesso faz-se por um portão encimado por telheiro. Nas imediações existe um moinho de água, sendo visíveis outras construções dentro dos muros da propriedade que poderão corresponder a antigos estábulos e casas de meeiros.
O solar apresenta planta rectangular, integrando uma torre quadrada mais alta, com corpo rectangular mais curto adossado perpendicular e descentradamente a norte do corpo principal. Os volumes são articulados com coberturas diferenciadas em telhados de uma, três e quatro águas. Apresenta alçados de dois pisos, sendo três na torre, pintados a branco com embasamento a vermelho escuro, e vãos emoldurados a cantaria de basalto, percorridos por beiral de telha duplo. A fachada principal está virada a sul, desenvolvendo-se sobre o comprimento, adaptando-se ao desnível suave do terreno. No primeiro piso apresenta quatro portas, de diferente largura e altura, de verga recta simples, e no segundo oito janelas simples, também colocadas a diferentes alturas. A fachada oeste apresenta o topo do rectângulo rasgado por um portão largo, que em tempos terá sido de ferrolho, com porta no primeiro piso, deitando para a estrada principal, e janela e óculo redondo no segundo andar. O corpo mais baixo adossado ao corpo perpendicular possui porta de verga recta e arco de volta perfeita no primeiro andar, com escada de tiro adossada, em tempos encimada por alpendre, permitindo o acesso à cozinha no segundo piso, no extremo lateral do edifício. Na fachada norte abrem-se no primeiro piso alguns vãos de arco pleno, criando um túnel que liga à fachada principal, entre duas janelas de diferente dimensão, e duas portas e vãos de arco pleno no corpo transversal, que possui dois outros arcos virados a este. No segundo piso as janelas dispõem-se de modo mais regular e ao mesmo nível, encontrando-se a janela da torre descentrada, embora no alinhamento da janela do segundo piso.
No interior o piso térreo é ocupado por serviços e por sistema de moagem de lagar, localizado no corpo transversal. O segundo piso tem função sobretudo residencial, com salas, quartos com tectos de madeira e cozinha com dois fornos.

## História

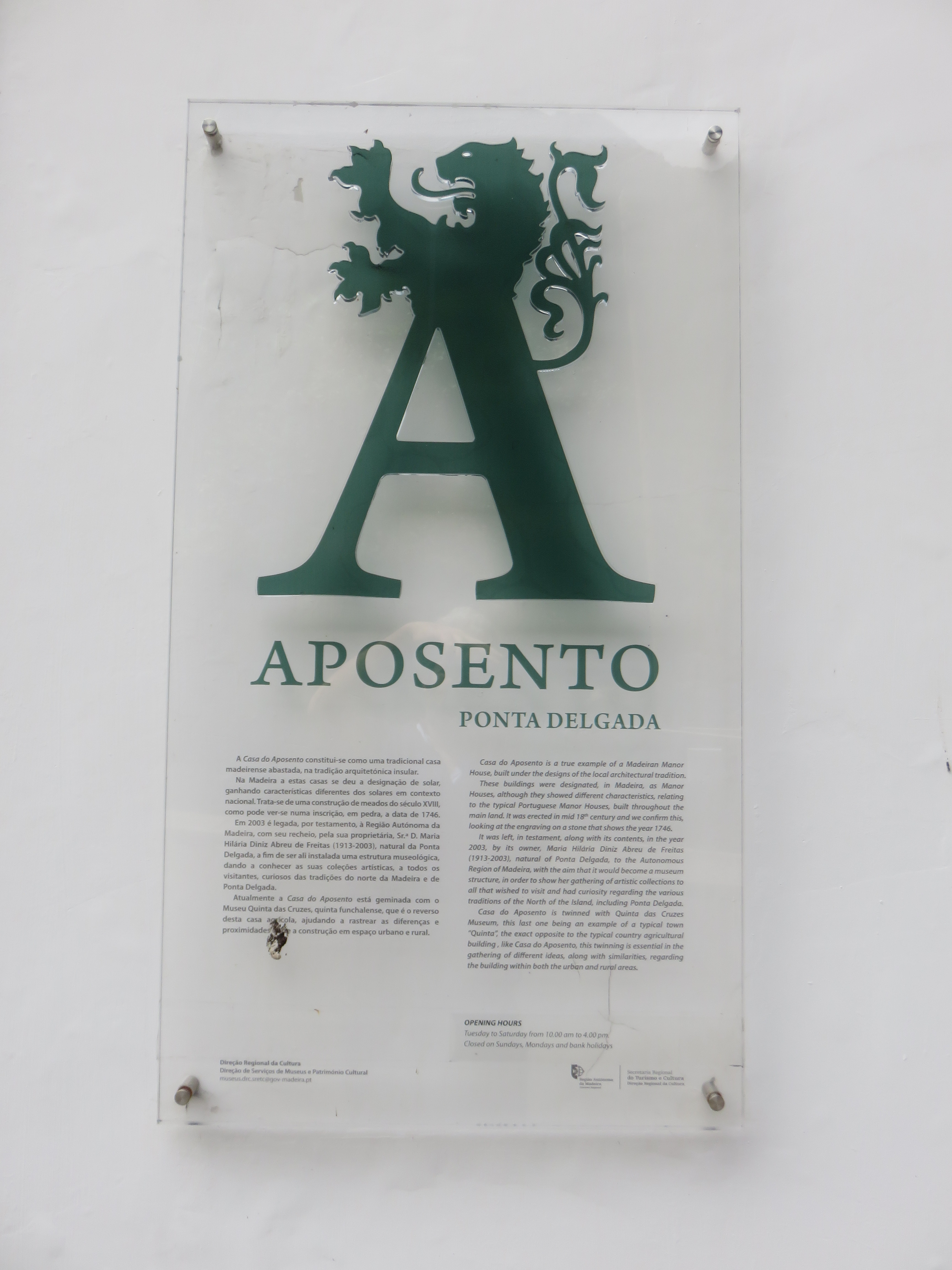
Placa com a história do solar, no exterior do edifício.

Supõe-se que o actual edifício tenha sido construído em 1746, data da inscrição da porta do piso térreo, provavelmente erguido sobre uma construção mais antiga. Segundo a tradição o imóvel terá pertencido à família Ornelas.
A última proprietária do imóvel foi Maria Hilária Dinis Abreu de Freitas (1913-2003), a qual o legou por testamento à Região Autónoma da Madeira, com o seu recheio, para aí ser ali instalada uma estrutura museológica, que permitisse dar a conhecer as suas colecções artísticas, na sua maioria adquiridas no mercado antiquário regional e provenientes de herança familiar, a todos os visitantes, sobretudo os curiosos sobre as tradições do norte da Madeira e da Ponta Delgada.
A 21 de Novembro de 1993 o imóvel foi classificado como de Valor Cultural Local, categoria actualizada em 2001 para Imóvel de Interesse Municipal.
Em 2018, por iniciativa do presidente do Governo Regional da Madeira, Miguel Albuquerque, o solar sofreu obras de beneficiação ao longo de quatro meses, incidindo sobre a torre e os vários corpos do edifício, adjudicadas pelo valor de 101.994,41 euros. A Secretaria Regional dos Equipamentos e Infraestruturas promoveu melhoramentos no imóvel, sendo o projecto liderado pela Secretaria Regional do Turismo e Cultura. Os trabalhos foram sobretudo a nível da cobertura e da sua estrutura, incluindo o levantamento das telhas existentes, a consolidação e recuperação dos elementos estruturais da cobertura, e o tratamento com insecticida e fungicida, tendo-se também procedido à substituição do guarda-pó e do forro, e à colocação de subtelha, assim como de nova telha de canudo envelhecida artificialmente. Foi efectuada a substituição de caleiras, rufos, algerozes e tubos de queda, assim como trabalhos de picagem, raspagem e reparação de rebocos para aplicação de barramento em cal. Foram igualmente reparados vãos, portas e janelas, exteriores e as respectivas pinturas. Procedeu-se ainda à consolidação das paredes exteriores e capeamentos, e à remoção de vegetação espontânea. A rede geral eléctrica foi remodelada, tendo-se procedido à substituição de quadros eléctricos, cablagens e equipamentos de iluminação interior e exterior.
No solar foi instalado um espaço cultural, que visa reproduzir o ambiente de uma tradicional casa madeirense ao longo dos séculos XVIII, XIX e XX, sendo inaugurado a 19 de Junho de 2018. Segundo o Governo Regional, a recuperação do imóvel surgiu na sequência de um projecto que envolve a criação de uma rede de solares, visando o reforço da oferta cultural para a população e o turismo. A 15 de Fevereiro de 2019 o solar encerrou temporariamente ao público, devido a uma avaria no sistema eléctrico, reabrindo a 12 de Abril. Desde a sua inauguração o espaço recebeu a visita de mais de mil e quinhentas pessoas.

## Acervo
As colecções que integram o espólio museológico do solar incluem um núcleo de mobiliário de origem madeirense do século XIX, em vinhático, til e castanho, seguindo os modelos do mobiliário inglês da mesma época, que constituíam a grande referência da marcenaria regional daquele século. Um outro conjunto, mais ecléctico, constitui-se por mobiliário inglês e português de finais do século XVIII e XIX. Entre o mobiliário nacional destaca-se um canapé de pau santo, em estilo D. José I, de espaldar recortado e pernas galbadas.
Do espólio artístico destaca-se uma escultura de Santo António em madeira estofada, policromada e dourada, datável de meados do século XVII, proveniente de uma boa oficina regional, da qual poderá também provir a escultura de Nossa Senhora da Piedade da mesma colecção. Destaca-se igualmente uma pintura a óleo sobre tela representando Nossa Senhora com o Menino, de oficina portuguesa de meados do século XVII, colocada numa moldura de meados do século XIX, descrita como uma obra informada dos valores lumínicos da produção ibérica, ou até italiana, de efeitos tenebristas.
A colecção inclui ainda um espelho de madeira entalhada e dourada, de oficina nacional do tempo de D. Maria I, de finais do século XVIII ou inícios do século XIX, de forma rectangular com duas grinaldas, produzindo um belo efeito. Destacam-se ainda dois espelhos portugueses dourados de meados do século XIX.
Além do espólio mobiliário, artístico e decorativo, o conjunto da doação de Maria Hilária de Freitas inclui um elevado número de objectos de uso doméstico, que caracterizavam as cozinhas, quartos de dormir e salas de jantar madeirenses em meados do século XIX, com especial destaque para as loiças inglesas estampilhadas, em faiança, da mesma época.
Aquando da inauguração do espaço, em 19 de Junho de 2018, a exposição foi ampliada com peças provenientes das colecções do Museu Quinta das Cruzes, visando uma harmonização mais coerente entre períodos estilísticos, assim como o reforço da dimensão do imóvel enquanto casa ao gosto madeirense do século XIX, e grande parte do século XX.